# Trois fonctions de l'État
Les trois fonctions de l'État (aussi appelé fonctions musgraviennes) est une théorie de la science économique selon laquelle l'État, lorsqu'il est un État-providence, dispose de trois fonctions : régulation, allocation, et redistribution. Cette théorie porte le nom de Richard Musgrave et a été énoncée en 1959.

## Concept
Les trois fonctions de l’État correspondent à une schématisation des politiques publiques sous leurs trois formes. Cette typologie vise à englober toutes les actions de l’État. La typologie ne correspond qu'à un État social, c'est-à-dire à un État-providence.
Musgrave a défini les trois principales fonctions de l'État, :
1. L'affectation ou l'allocation des ressources, dans le cas de production comportant des rendements croissants, l'État doit prendre en charge cette production et appliquer une tarification au coût marginal (et également promouvoir les activités générant des externalités positives et endiguer celles qui produisent des externalités négatives). L'État doit aussi instaurer les biens collectifs, c'est-à-dire que l'État doit fournir des services non marchands, tels que la justice, les infrastructures, l'éducation et la santé[6].
2. La redistribution des revenus et des patrimoines, le souci à la base au niveau de ses activités est un souci d'équité (de justice). Cette fonction sert à réduire (ou augmenter) les inégalités engendrées par le marché. Il s'agit de la politique sociale[6].
3. La régulation de la conjoncture économique : l'État doit impulser, stimuler l'activité économique. Il ajoute, suivant un point de vue keynésien que le marché ne mène pas à une situation optimale. De plus comme le démontre la courbe de Phillips, au-delà d'un certain niveau de chômage, les salariés ne sont plus en position de force pour exiger une hausse de salaire. L'État doit donc utiliser le budget de manière contra-cyclique pour amener la croissance effective au niveau de la croissance potentielle. Cette fonction regroupe l'intégralité des politiques publiques qui visent à contrôler ou compenser les effets de la conjoncture économique[7]. Les politiques structurelles sont aussi comprises dans les politiques de régulation[6].

### L'importance pour l'État d'intervenir dans l'allocation des ressources
Musgrave développe l'importance pour l'État d'intervenir dans l'affectation des ressources, il en donne cinq raisons :
1. L'État doit définir les règles et des droits qui favorisent le jeu de la libre concurrence, dans le cas où les marchés concurrentiels constituent la solution la plus efficace. Les quatre raisons suivantes concernent des situations où la libre concurrence ne permet pas d’assurer l’optimum de Pareto.
2. Selon la théorie microéconomique en présence de rendements croissants, la concurrence oblige à pratiquer des prix inférieurs au coût moyen de production, certaines productions disparaissent ou sont maintenues par des monopoles ou oligopoles. L’État doit alors intervenir, soit pour sauvegarder des productions nécessaires (faute de rentabilité dans ce système), soit pour réguler l’activité des monopoles ou des oligopoles.
3. Selon l’analyse de Pigou (1920), le calcul économique d’un individu prend en compte uniquement les coûts et avantages privés (pour lui seul) et néglige les coûts et avantages pour la collectivité. Néanmoins, les effets externes ne sont pas à négliger pour autant. Une externalité c'est lorsque le choix d'un individu modifie le bien-être des autres sans qu'il s'en rende compte.Si les choix privés conduisent à la surproduction des nuisances c'est-à-dire les externalités qui ont un effet néfaste pour la société et à une production sous-optimale des biens et des services qui ont un effet bénéfique pour la société alors l'État doit intervenir.
4. Paul Anthony Samuelson (1954) a montré la défaillance des mécanismes de marché dans la fourniture des biens publics. Ces biens sont des services consommés collectivement, sans concurrence et doivent être pris en charge par l'État[8].
5. Les biens tutélaires sont des biens pour lesquels l’autorité publique considère qu’elle doit intervenir pour en imposer un usage plus important ou, au contraire, plus modéré[9].

## Critiques
Richard Musgrave reconnaitra lui même certaines difficultés issues de la séparation de ces trois fonctions notamment s'agissant des budgets. Les processus d'arbitrages entre ces trois fonctions ne sont pas non plus évoqués.
La théorie des choix publics (Public Choice) critique l'idée qui est au centre du raisonnement de Musgrave selon laquelle l'État est un acteur impartial préoccupé uniquement par l'intérêt général.